# David Cantero del Campo
David Cantero del Campo (Aldaia, 26 de enero de 2003) es un deportista de España que compite en atletismo y en triatlón. Ganó una medalla de plata en el Campeonato Europeo de Atletismo Sub-20 de 2021, en la prueba de 5000 m.
Ganó la medalla de oro en el Campeonato Mundial de Triatlón Sub-23 de 2024.